# Ho sento molt
Ho sento molt és el títol de l'àlbum de debut del cantautor català Albert Pla. Va ser publicat el 1989 per la discogràfica PDI. Ho sento molt va ser un elapé molt popular a Catalunya, amb un contingut que va ser polèmic degut als temes tractats: les drogues, el suïcidi o la violació. En aquest treball Albert Pla va establir les bases del que seria la seva carrera, encara que en aquell moment no donés la impressió de tenir continuïtat alguna i semblés una cosa efímera d'alguna manera lligada al corrent anomenat rock català.
Albert Pla va comptar amb la participació d'un conjunt excels de músics: Dani Rambla, Emili Baleriola, Omar Cuevas, Benet Palet, Mario Rossi, Salvador Font, Josep Bordas, Quico Pi de la Serra, Jaume Raurell, Santi Guzmán, Joan Alavedra i Joseo Nordas.

## Llistat de cançons
L'àlbum Ho sento molt reuneix 10 títols de cançons:
1. La platja
2. Papa, jo vull ser torero
3. La sequia
4. Vida d'un gat
5. L'home que ens roba les novies
6. Crim d'amor
7. La nana de l'Antonio
8. Vocació de suïcida
9. La violació
10. El legat del pastor